# Wirkungsquerschnitt
Der Wirkungsquerschnitt {\displaystyle \sigma } (Sigma) ist in der Molekül-, Atom-, Kern- und Teilchenphysik ein Maß für die Wahrscheinlichkeit einer Wechselwirkung zwischen einer einfallenden Wellenstrahlung oder einem einfallenden Teilchen („Projektil“) und einem anderen Teilchen (Streukörper oder Target). Beispiele für eine solche Wechselwirkung wären Absorption, Streuung oder eine Reaktion.
Der Wirkungsquerschnitt hat die Dimension Fläche. Er wird oft in der Einheit Barn angegeben:
{\displaystyle 1\ \mathrm {b} =10^{-28}\ \mathrm {m^{2}} =10^{-4}\ \mathrm {pm^{2}} =100\ \mathrm {fm^{2}} }
Der Wirkungsquerschnitt ist das Maß für die „Stärke“ des jeweils betrachteten Vorgangs. Anschaulich gesehen gibt er die „Trefferfläche“ an, die ein Targetteilchen dem einfallenden Strahl bietet, um diesen Vorgang auszulösen. Ein häufig eintretender Vorgang hat einen großen Wirkungsquerschnitt, ein selten eintretender einen kleinen. Mit anschaulichen Vorstellungen über eine bestimmte Form und Lage dieser Trefferfläche inbezug zum Targetteilchen stimmt der Wirkungsquerschnitt allerdings meistens nicht überein, er ist eine reine Rechengröße.
Der Wirkungsquerschnitt hängt vom jeweils interessierenden Vorgang ab, von Art und kinetischer Energie des einfallenden Teilchens oder Quants und von der Art des getroffenen Teilchens, z. B. Atom, Atomkern. Wirkungsquerschnitte sind Materialeigenschaften. Beispielsweise sind zur Berechnung von Kernreaktoren oder Kernfusionsreaktoren umfangreiche Kerndatenbibliotheken erforderlich, die die Wirkungsquerschnitte der verschiedenen Materialien für einfallende Neutronen verschiedener Energien für verschiedene mögliche Streuprozesse und Kernreaktionen enthalten.
Insbesondere bei Kernreaktionen wird der Wirkungsquerschnitt, wenn er als Funktion der Energie des einfallenden Teilchens/Quants betrachtet wird, manchmal auch als Anregungsfunktion bezeichnet.

## Spezielle Bezeichnungen
Je nach Art des betrachteten Vorgangs werden verschiedene Bezeichnungen für den Wirkungsquerschnitt verwendet:
- Absorptionsquerschnitt für jede Absorption des einfallenden Teilchens
- Streuquerschnitt für Streuung, also Ablenkung des einfallenden Teilchens
- Extinktionsquerschnitt für Schwächung oder Energieentnahme, Summe von Streu- und Absorptionsquerschnitt[1]
- Einfangquerschnitt für eine bestimmte Absorption, nämlich den Neutroneneinfang (die (n,{\displaystyle \gamma })-Kernreaktion)
- Neutronenquerschnitt für (beliebige) Wechselwirkung des Atomkerns mit einem freien Neutron
- Reaktionsquerschnitt für die chemische Reaktion, die durch den Stoß zweier Atome oder Moleküle ausgelöst wird
- Elastischer Wirkungsquerschnitt (oft auch nur „elastischer Querschnitt“) für elastischen Stoß, also einen Stoß, bei dem die gesamte kinetische Energie erhalten bleibt
- Inelastischer Wirkungsquerschnitt („inelastischer Querschnitt“) für inelastischen Stoß, also einen Stoß, bei dem kinetische Energie in andere Energieformen übergeht, z. B. wird ein Teilchen angeregt (d. h. in einen Zustand höherer Energie versetzt) oder es werden neue Teilchen erzeugt
- Ionisationsquerschnitt für die Ionisation des getroffenen Atoms
- Spaltquerschnitt für die induzierte Kernspaltung
- Strahlungsdruckquerschnitt für Strahlungsdruck[1][2].

## Definition

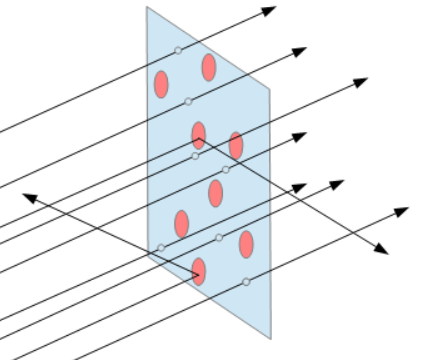
Die Trefferwahrscheinlichkeit ist die Gesamtfläche der Targetteilchen, also (rot), geteilt durch die Gesamtfläche des Targets (blau).

Bei einem Experiment mit gleichmäßiger Bestrahlung des Targets wird dem Zielteilchen (Targetteilchen) eine Fläche σ als gedachte „Zielscheibe“ zugeordnet. Ihre Größe wird so gewählt, dass die Zahl der beobachteten Reaktionen („Wechselwirkungen“) genau durch die Anzahl der – punktförmig, also ausdehnungslos gedachten – Projektilteilchen angegeben wird, die durch diese Fläche hindurchfliegen. Diese Fläche ist der Wirkungsquerschnitt des betreffenden Targets für die betreffende Wechselwirkung bei der betreffenden Energie der Projektilteilchen.
Die Wahrscheinlichkeit {\displaystyle w}, dass ein einfallendes Teilchen mit einem Targetteilchen wechselwirkt, errechnet sich aus
{\displaystyle w=\sigma {\frac {N_{T}}{F}}\quad \Leftrightarrow \quad \sigma =w{\frac {F}{N_{T}}}.}
Darin ist
- {\displaystyle F} die bestrahlte Targetfläche und
- {\displaystyle N_{T}} die Anzahl der darin enthaltenen Targetteilchen;

auch wird {\displaystyle \sigma N_{T}\ll F\quad \Leftrightarrow \quad w\ll 1} vorausgesetzt, weil sich die Targetteilchen sonst gegenseitig abschatten.
Wenn insgesamt {\displaystyle N} Projektilteilchen einlaufen und jedes von ihnen mit der Wahrscheinlichkeit {\displaystyle w} eine Reaktion verursacht, dann ist die Gesamtzahl der Reaktionen gegeben durch:
{\displaystyle N_{\text{Reaktion}}=wN\quad \Leftrightarrow \quad w={\frac {N_{\text{Reaktion}}}{N}}.}
Zusammen:
{\displaystyle \sigma ={\frac {N_{\text{Reaktion}}}{N}}\,{\frac {F}{N_{T}}}\quad \Leftrightarrow \quad N_{\text{Reaktion}}=\sigma {\frac {N_{T}}{F}}N.}
Zur experimentellen Bestimmung eines Wirkungsquerschnitts wird {\displaystyle N_{\text{Reaktion}}} durch geeignete Detektoren gemessen, während {\displaystyle N_{T}}, {\displaystyle N} und {\displaystyle F} aus Aufbau und Durchführung des Experiments bekannt sind.
In der theoretischen Herleitung (z. B. in der quantenmechanischen Streutheorie) wird die Formel häufig noch durch die Zeit dividiert, also die Reaktionsrate {\displaystyle W} (Reaktorphysik: Kernreaktionsrate {\displaystyle R}):
{\displaystyle W={\frac {N_{\text{Reaktion}}}{t}}=\sigma N_{T}\,j=\sigma L}
mit
- der Teilchenstromdichte {\displaystyle j={\frac {N}{F\,t}}} der Projektilteilchen und
- der Luminosität {\displaystyle L=N_{T}\,j} der Kombination von Target und Teilchenstrahl.

## Abschwächung des einfallenden Teilchenstrahls im dicken Target
Für eine infinitesimal dünne Targetschicht der Dicke {\displaystyle \mathrm {d} x} erhält man aus der obigen Gleichung, wenn man für „Teilchen pro Fläche“ das Produkt „Teilchendichte {\displaystyle \rho _{T}} mal Dicke {\displaystyle \mathrm {d} x}“ einsetzt:
{\displaystyle {\frac {\mathrm {d} N_{\text{Reaktion}}}{N}}=\sigma \cdot (\rho _{T}\cdot \mathrm {d} x)}.
Hierbei ist {\displaystyle \rho _{T}} die Teilchendichte des Targetmaterials, also die Anzahl der Targetteilchen pro Volumeneinheit:
{\displaystyle \rho _{T}={\frac {N_{\text{A}}\cdot \rho }{M}}}
mit
- {\displaystyle N_{\text{A}}} der Avogadrokonstante,
- {\displaystyle \rho } der Massendichte und
- {\displaystyle M} der Molaren Masse.

Löst man obige Gleichung nach {\displaystyle N_{\text{Reaktion}}} auf und setzt dies gleich {\displaystyle -\mathrm {d} N}, erhält man die Differentialgleichung
{\displaystyle -\mathrm {d} N=N(x)\,\rho _{T}\,\sigma \,\mathrm {d} x\quad \Leftrightarrow \quad {\frac {\mathrm {d} N}{\mathrm {d} x}}=-N(x)\,\rho _{T}\,\sigma .}
Die Lösung hierfür ist
{\displaystyle N(x)=N_{0}\cdot \mathrm {e} ^{-\sigma \rho _{T}x}.}
Interpretation: die wechselwirkenden Projektilteilchen {\displaystyle N_{\text{Reaktion}}} sind nicht mehr Teil des einfallenden Strahls mit der Teilchenanzahl {\displaystyle N_{0}}, da sie (bei Reaktion) absorbiert oder (bei Streuung) aus ihrer ursprünglichen Bahn abgelenkt worden sind. D. h., nach dem Durchlaufen einer Targetschicht der Dicke x sind nur noch {\displaystyle N(x)=N_{0}-N_{\text{Reaktion}}} Teilchen im Strahl vorhanden.
Betrachtet man die Wechselwirkungen in einem bestimmten Volumen, so ist {\displaystyle x=l}, wenn {\displaystyle l} die Länge dieses Volumens ist. Setzt man dieses ein, kann man zur Berechnung des Wirkungsquerschnitt die Gleichung umstellen:
{\displaystyle \Rightarrow \quad \sigma ={\frac {1}{l\cdot \rho _{T}}}\cdot \ln \left({\frac {N_{0}}{N_{0}-N_{\text{Reaktion}}}}\right)}
Offenbar gilt auch
{\displaystyle \sigma \cdot \rho _{T}={\frac {1}{\lambda }}\quad \Leftrightarrow \quad \sigma ={\frac {1}{\lambda \cdot \rho _{T}}},}
wobei {\displaystyle \lambda } die mittlere freie Weglänge ist, nach der die Intensität des einfallenden Strahls auf {\displaystyle {\frac {1}{\mathrm {e} }}} ihres ursprünglichen Wertes abgefallen ist.
Sofern mehr als eine Art von Vorgang möglich ist, bezieht sich {\displaystyle \sigma } in dieser Gleichung auf alle zusammen, ist also der totale Wirkungsquerschnitt (siehe unten).

## Totaler Wirkungsquerschnitt

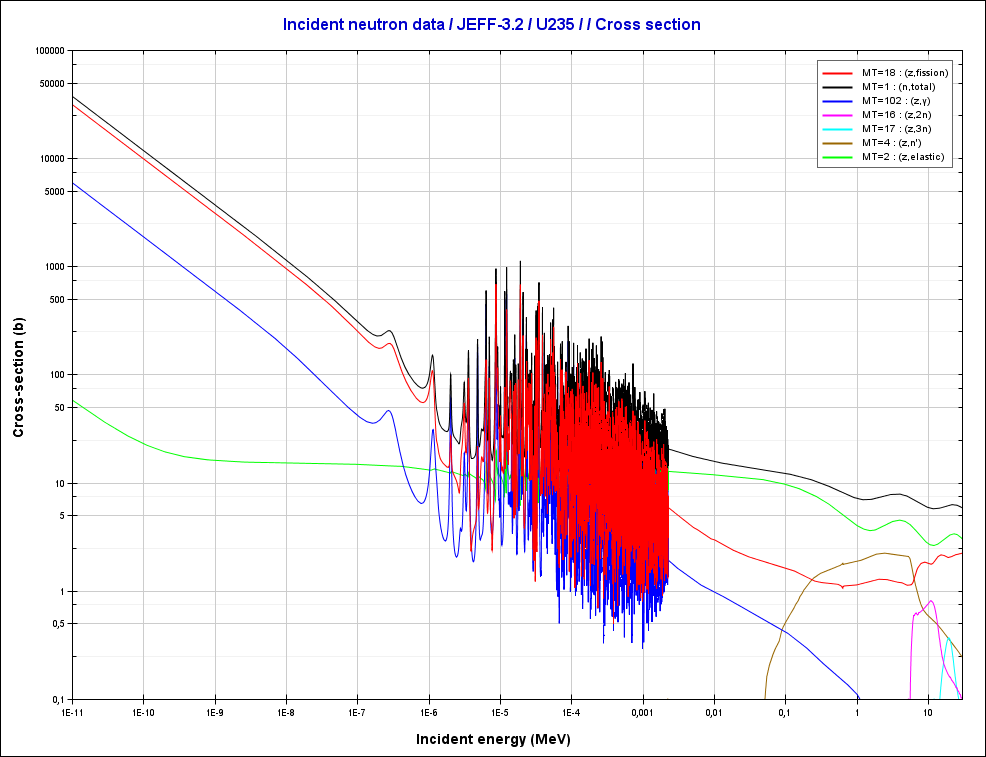
Wirkungsquerschnitte für sechs Kernreaktionen von Neutron und Atomkern ^{235}U und ihre Summe, der totale Wirkungsquerschnitt, als Funktion der kinetischen Energie der Neutronen. In der Legende steht teilweise z statt des üblichen Symbols n für Neutron (Datenquelle: JEFF, graphische Darstellung: Kerndatenbetrachter JANIS 4)

Die Bezeichnung „totaler Wirkungsquerschnitt“ wird in zwei Bedeutungen verwendet:
1. Manchmal ist damit der Wirkungsquerschnitt für das Eintreten irgendeines von mehreren möglichen Vorgängen gemeint, z. B. Absorption oder Streuung des einfallenden Teilchens. Für Prozesse, die sich gegenseitig ausschließen, ist der totale Wirkungsquerschnitt die Summe der Einzel-Wirkungsquerschnitte. Die Abbildung zeigt die Wirkungsquerschnitte der sechs im Energieintervall (10−11 bis 20) MeV dominierenden Typen von Kernreaktionen von Neutron und Atomkern 235U und die Summe dieser Wirkungsquerschnitte, den totalen Wirkungsquerschnitt. Er wird beispielsweise dann benötigt, wenn es nur um die Abschwächung des einfallenden Teilchenstroms oder um die mittlere freie Weglänge geht.
2. Manchmal wird totaler Wirkungsquerschnitt auch nur im Sinne des oben definierten Wirkungsquerschnitts für einen bestimmten Vorgang verwendet, um ihn vom differentiellen Wirkungsquerschnitt {\displaystyle {\frac {d\sigma }{d\Omega }}} (s. unten) zu unterscheiden; „integraler Wirkungsquerschnitt“ ist in diesem Fall eine bessere Bezeichnung. Es gilt:

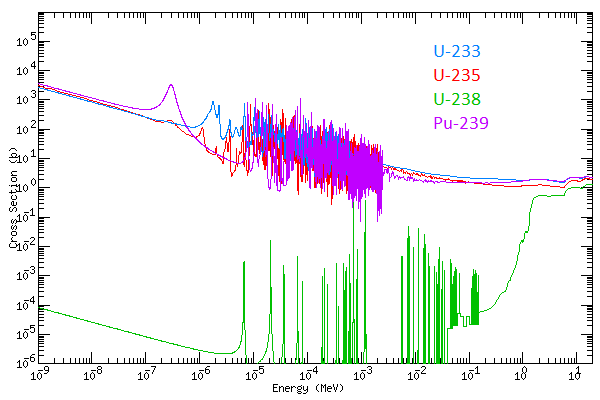
Ab einer Energie von 1 MeV (1*10^0), wie sie bei schnellen Neutronen vorkommen, wird auch ^{238}U spaltbar (grüne Linie), das bei langsamen Neutronen kaum spaltbar ist.

{\displaystyle \sigma =\int _{4\pi }{\frac {\mathrm {d} \sigma }{\mathrm {d} \Omega }}\cdot \mathrm {d} \Omega }

## Differentieller Wirkungsquerschnitt
Wenn durch die Reaktion zwischen der einfallenden Primärstrahlung und dem Target eine Sekundärstrahlung entsteht (gestreute Primärstrahlung oder eine andere Art von Strahlung), wird deren Intensitätsverteilung über die Raumrichtungen {\displaystyle \Omega } beschrieben durch den differentiellen (auch differenziellen) Wirkungsquerschnitt {\displaystyle {\frac {\mathrm {d} \sigma }{\mathrm {d} \Omega }}:}
{\displaystyle j_{\text{sek.}}(\Omega )={\frac {\mathrm {d} \sigma }{\mathrm {d} \Omega }}\;j_{\text{prim.}}\quad \Leftrightarrow \quad {\frac {\mathrm {d} \sigma }{\mathrm {d} \Omega }}={\frac {j_{\text{sek.}}(\Omega )}{j_{\text{prim.}}}}.}
Darin ist
- {\displaystyle \Omega =(\vartheta ,\varphi )} die durch Ablenkwinkel  {\displaystyle \vartheta } und Azimutwinkel  {\displaystyle \varphi } gegebene Raumrichtung
- {\displaystyle j_{\text{sek.}}(\Omega )} die Stromdichte der in Richtung  {\displaystyle \Omega }  auslaufenden Sekundärstrahlung bei Anwesenheit eines einzigen Targetteilchens ({\displaystyle N_{T}=1}, vgl. Definition oben), gegeben in Teilchen pro Raumwinkel und Zeitspanne
- {\displaystyle j_{\text{prim.}}} die Stromdichte der (parallel einlaufenden) Primärstrahlung, gegeben in Teilchen pro Fläche und Zeitspanne.

Daher hat {\displaystyle {\frac {\mathrm {d} \sigma }{\mathrm {d} \Omega }}} die Dimension Fläche pro Raumwinkel und als Maßeinheit z. B. Millibarn pro Steradiant. (Physikalisch gesehen ist der Raumwinkel eine Größe der Dimension Zahl und der differentielle Wirkungsquerschnitt {\displaystyle {\frac {\mathrm {d} \sigma }{\mathrm {d} \Omega }}} daher von derselben Dimension Fläche wie der Wirkungsquerschnitt {\displaystyle \sigma } selbst.)
Um die Trefferfläche {\displaystyle \Delta \sigma } für die Erzeugung von Sekundärstrahlung nur in Richtung eines kleinen Raumwinkelelements {\displaystyle \Delta \Omega } hinein zu erhalten, betrachtet man die gesamte Sekundärstrahlung, die in diesen Raumwinkelbereich hineingeht (mit  {\displaystyle \Omega } als einer typischen Richtung dorthin)
{\displaystyle \Delta \sigma =j_{\text{sek.}}(\Omega )\cdot \Delta \Omega =\left({\frac {\mathrm {d} \sigma }{\mathrm {d} \Omega }}\;\Delta \Omega \right)\;j_{\text{prim.}}.}
Der Ausdruck auf der linken Seite entspricht genau der Reaktionsrate wie oben erwähnt (bei NT = 1) für den Vorgang, dass aus der einfallen Strahlung Sekundärstrahlung in den Raumwinkelbereich  {\displaystyle \Delta \Omega } entsteht. Man denke sich etwa ein Experiment mit einem Detektor, der genau {\displaystyle \Delta \Omega } überdeckt und auf jedes ankommende Sekundärteilchen anspricht. Es gilt
{\displaystyle \Delta \sigma ={\frac {\mathrm {d} \sigma }{\mathrm {d} \Omega }}\,\Delta \Omega }
Das Integral des differentiellen Wirkungsquerschnitts über alle Richtungen ist der totale (oder integrale) Wirkungsquerschnitt für den beobachteten Typ der Reaktion:
{\displaystyle \sigma =\int _{4\pi }{\frac {\mathrm {d} \sigma }{\mathrm {d} \Omega }}\cdot \mathrm {d} \Omega }
Der differentielle Wirkungsquerschnitt hängt ab
- wie der Wirkungsquerschnitt selbst: von der Art der Reaktion (Art des Targets, Art und Energie der Teilchen der Primär- und der Sekundärstahlung)
- zusätzlich von der Richtung {\displaystyle \Omega }, die durch zwei Winkel angegeben werden kann. Meist hängt er nur vom Ablenkwinkel  {\displaystyle \vartheta } relativ zur Richtung des Primärstrahls ab; dann heißt der differentielle Wirkungsquerschnitt auch kurz Winkelverteilung.

Mit der Bezeichnung „differentieller Wirkungsquerschnitt“ ohne weiteren Zusatz ist fast immer {\displaystyle {\frac {\mathrm {d} \sigma }{\mathrm {d} \Omega }}} gemeint. Weitere differentielle Wirkungsquerschnitte sind:

### Sekundärenergieverteilung
Seltener benötigt wird der nach der Energie {\displaystyle E_{s}} des Sekundärteilchens, also des gestreuten Teilchens oder Reaktionsproduktes, abgeleitete Wirkungsquerschnitt {\displaystyle {\frac {d\sigma }{dE_{s}}}}, der die Energieverteilung der Sekundärteilchen beschreibt. Er hängt ab von der Primär- und der Sekundärenergie.

### Doppelt differentieller Wirkungsquerschnitt
Bei komplexen Vorgängen wie etwa dem Eindringen (Transport) schneller Neutronen in dicke Materieschichten, wo ein Neutron an verschiedenen Streuprozessen und Kernreaktionen nacheinander teilnehmen kann, wird auch der doppelt differentielle Wirkungsquerschnitt {\displaystyle {\frac {d^{2}\sigma }{d\Omega \cdot dE_{s}}}} betrachtet, da er die detaillierteste physikalische Beschreibung erlaubt.

## Geometrischer Wirkungsquerschnitt

Veranschaulichung des geometrischen Wirkungsquerschnitts (zum 1. Beispiel):
wenn der Mittelpunkt von Teilchen b in den blauen Kreis eindringt, kommt es zur Kollision mit Teilchen a.
Die Fläche des blauen Kreises ist somit der geometrische Wirkungsquerschnitt, sein Radius ist die Summe der Teilchenradien.

In der klassischen Mechanik fliegen alle Teilchen auf wohldefinierten Trajektorien. Für Reaktionen, die eine Berührung von Projektil- und Targetteilchen voraussetzen, wird der Begriff geometrischer Wirkungsquerschnitt benutzt, denn hier haben nicht nur die Größe des Wirkungsquerschnitt als Trefferfläche, sondern auch deren Form und Lage (relativ zum Targetteilchen) eine einfache geometrische Bedeutung: alle Teilchen, die auf ihrer Trajektorie durch diese Fläche fliegen, lösen die betrachtete Reaktion aus, alle anderen nicht.
- Beispiel Stoß zweier Kugeln (Radien {\displaystyle R_{a}} und {\displaystyle R_{b}}, vgl. Abbildung): Eine Berührung mit der Targetkugel a findet genau für die Projektilkugeln b statt, deren Mittelpunkt am Mittelpunkt der Targetkugel nicht weiter entfernt vorbeifliegen würde als durch die Summe ihrer beider Radien angegeben ist. Die Trefferfläche ist für den Mittelpunkt der bewegten Kugel also eine Kreisscheibe um den Mittelpunkt der ruhenden Kugel mit Radius {\displaystyle R_{\sigma }=R_{a}+R_{b}}. Der (totale) Wirkungsquerschnitt ist die Fläche dieses Kreises:

{\displaystyle \sigma _{\text{geom}}=\pi \,(R_{a}+R_{b})^{2}.}
- Beispiel Fußball (Radius {\displaystyle R_{\text{Ball}}}) und Torwand (Radius des Lochs {\displaystyle R_{\text{Loch}}}), Flugrichtung senkrecht zur Wand. Gefragt sei der geometrische Wirkungsquerschnitt für die (Zuschauer-)Reaktion TOOR!!, also für freies Hindurchfliegen: Falls {\displaystyle R_{\text{Ball}}>R_{\text{Loch}}} gilt, ist {\displaystyle \sigma _{\text{geom}}=0}. Im Fall {\displaystyle R_{\text{Ball}}\leq R_{\text{Loch}}} passt der Ball zwar hindurch, doch darf die Trajektorie des Ballmittelpunkts den Lochmittelpunkt höchstens um den Abstand {\displaystyle R_{\sigma }=R_{\text{Loch}}-R_{\text{Ball}}} verfehlen. Die Trefferfläche (für den Mittelpunkt des Balls) liegt als Kreisscheibe mit Radius {\displaystyle R_{\sigma }} um den Mittelpunkt des Lochs. Der geometrische Wirkungsquerschnitt ist

{\displaystyle \sigma _{\text{geom}}=\pi \,(R_{\text{Loch}}-R_{\text{Ball}})^{2}}.
Beide Beispiele zeigen, dass man nicht einmal den geometrischen Wirkungsquerschnitt mit der Größe eines der beteiligten Körper identifizieren darf (außer wenn das Projektil einschließlich der Reichweite der Kraft als punktförmig angesehen wird). Das zweite zeigt zudem, wie groß der Anwendungsbereich des Begriffs Wirkungsquerschnitt sein kann.
Bei Wellenphänomenen ist die geometrische Interpretation nicht möglich. Auch in der Quantenmechanik können prinzipiell keine deterministischen Aussagen über einzelne Projektil- oder Targetteilchen gemacht werden.

## Makroskopischer Wirkungsquerschnitt
In der Physik der Kernreaktoren wird neben dem oben definierten mikroskopischen (d. h. auf 1 Targetteilchen, meist 1 Atom bezogenen) Wirkungsquerschnitt auch der makroskopische, auf 1 cm3 Material bezogene Wirkungsquerschnitt mit dem Formelzeichen {\displaystyle \Sigma } (großes Sigma) verwendet. Er ergibt sich aus dem mikroskopischen Wirkungsquerschnitt durch Multiplikation mit der Atomzahldichte, also der Zahl der jeweiligen Atome pro cm3. Damit entspricht er dem Kehrwert der oben eingeführten mittleren freien Weglänge. Die übliche Einheit des makroskopischen Wirkungsquerschnitts ist cm2/cm3 = 1/cm. In diesem Anwendungsbereich sind im Allgemeinen die Energien der beiden Reaktionspartner nicht einheitlich festgelegt, so dass die kinetische Energie in ihrem Schwerpunktsystem im Rahmen einer bestimmten Häufigkeitsverteilung variiert. Die interessierende Größe ist dann der mit dieser Verteilung ermittelte Durchschnittswert der makroskopischen Wirkungsquerschnitte. Dieser kann z. B. temperaturabhängig sein.

## Temperaturabhängiger Wirkungsquerschnitt
Im thermodynamischen Gleichgewicht besitzen die Atome und Moleküle der Materie bei einer gegebenen Temperatur eine im Vergleich zu den Teilchen geringe kinetische Energie. In einem thermischen Reaktor erreicht ein Neutron nach sehr kurzer Zeit (in der Größenordnung von Mikrosekunden), vor allem durch elastische Streuung am Moderator, die „Temperatur“ des Mediums. Dann wird der Wirkungsquerschnitt nicht mehr durch die Geschwindigkeit des Teilchens allein, sondern von der Relativgeschwindigkeit von Atomkern und Teilchen abhängen. Der Wirkungsquerschnitt wird temperaturabhängig und man spricht von einem temperaturabhängigen Wirkungsquerschnitt oder einem temperaturabhängigen makroskopischen Wirkungsquerschnitt.

### Praktische Auswirkungen temperaturabhängiger Wirkungsquerschnitte
Im CANDU ist die Temperatur des Moderators geringer als die des (ebenfalls als Moderator wirkenden) Primärkühlkreislaufes, während in einem Leichtwasserreaktor Moderator und Primärkühlmittel dieselbe Temperatur haben, da sie dasselbe Wasser sind. Deswegen haben Neutronen im Durchschnitt im CANDU eine geringere Geschwindigkeit und interagieren häufiger mit Atomkernen. Neben dem geringeren Einfangsquerschnitt von schwerem Wasser im Vergleich zu „normalen“ Wasser ist dies ein weiterer Aspekt, der die hervorragende Neutronenökonomie des CANDU begründet, welche den  Betrieb mit Natururan erlaubt.
In Forschungs-Neutronenquellen werden oft (tief)kalte Neutronen erforscht bzw. verwendet, um mikroskopische Materialeigenschaften zu ergründen. Deren Erzeugung ist nur möglich, indem Neutronen aus der Quelle (Spallation oder Kernspaltung für größere Mengen) in einem kryogenen Moderator (zum Beispiel festes Methan) „abgebremst“ werden, bis sie nur noch eine Bewegungsenergie haben, die makroskopisch einer Temperatur von wenigen bis einigen Dutzend Kelvin entsprechen würde. Die Verwendung tiefkalter Neutronen ist nötig, um die Querschnitte unerwünschter Reaktionen im Verhältnis zu den Querschnitten erwünschter Interaktionen so weit es geht zu verringern.

## Wirkungsquerschnitt und Fermis Goldene Regel
Fermis Goldene Regel besagt, dass für die Reaktionsrate {\displaystyle W} (Anzahl von Reaktionen pro Zeit) gilt:
{\displaystyle W={\frac {2\pi }{\hbar }}|M_{fi}|^{2}\rho }
mit
- {\displaystyle \hbar ={\frac {h}{2\pi }}} der reduzierten Planck-Konstante
- {\displaystyle M_{fi}} dem Übergangsmatrixelement bzw. der Wahrscheinlichkeitsamplitude (in der Bornschen Näherung gegeben durch den Formfaktor des Potentials der Wechselwirkung)
- {\displaystyle \rho } dem Phasenraumfaktor.

Da die Reaktionsrate außerdem direkt proportional zum (differentiellen) Wirkungsquerschnitt ist
{\displaystyle W=L\,\sigma } (vgl. oben: {\displaystyle L} als Luminosität des Teilchenstrahls),
gilt folglich:
{\displaystyle \sigma ={\frac {2\pi }{\hbar }}{\frac {1}{L}}\cdot |M_{fi}|^{2}\rho .}